# Rivière Patrick (rivière Croche)
Ne doit pas être confondu avec Rivière à Patrick ou Rivière Patrick (rivière Missisicabi).
La rivière Patrick est un affluent de la rive est de la rivière Croche, coulant généralement vers le sud, puis le sud-ouest, entièrement dans le territoire non organisé de Lac-Ashuapmushuan, dans la municipalité régionale de comté (MRC) Le Domaine-du-Roy, dans la région administrative de Saguenay-Lac-Saint-Jean, au Québec, au Canada. Ce cours d'eau fait partie du bassin versant de la rivière Saint-Maurice.
L’activité économique du bassin versant de la rivière Patrick est la foresterie. L’activité récréotouristique s’est développée progressivement depuis le début du XIXe siècle. Le cours de la rivière coule entièrement en zones forestières.

## Géographie
La rivière Patrick prend sa source à l’embouchure du lac Anthonine (longueur : 1,1 km ; altitude : 449 m). Elle coule plus ou moins en parallèle entre le ruisseau Moose (situé au nord-ouest) et la rivière du Brûlé (rivière Croche) (située au sud-est).
La rivière Patrick descend sur 26,0 km, selon les segments suivants :
Cours supérieur de la rivière Patrick (segment de 12,7 km)
À partir de l’embouchure du lac Anthonine, la rivière Patrick coule dans le canton de Chabanel sur :
- 0,8 km vers le nord-ouest jusqu’au lac Ginette, puis vers le sud-ouest sur 0,8 km en traversant le lac Ginette (longueur : 1,3 km ; altitude : 449 m), jusqu’à son embouchure ;
- 1,3 km vers le sud en traversant le lac Andréa (longueur : 1,0 km ; altitude : 448 m) sur sa pleine longueur ;
- 2,3 km en formant un crochet vers le sud, puis en traversant sur 2,0 km le lac Patrick (altitude : 445 m) vers le nord-ouest, puis vers le sud, jusqu’au barrage ;
- 8,3 km vers le sud jusqu’au lac Primo que le courant traverse, puis vers le sud-ouest en traversant sur 0,6 km le lac de la Chute (altitude : 398 m), jusqu’à la décharge du lac à l’Épinette (venant de l'ouest) ;

Cours inférieure de la rivière Patrick (segment de 13,3 km)
À partir de la décharge du lac à l’Épinette, la rivière coule sur :
- 3,9 km vers le sud-ouest dans le canton de Bécart en formant une courbe vers l’est, jusqu’à la décharge des lacs Roger et Rémi (venant du nord) qui se déverse dans le lac Pied de Bas (altitude : 371 m) que le courant traverse ;
- 2,0 km vers le sud-ouest, jusqu’à la décharge du lac Maxime (venant du nord-est) ;
- 7,4 km vers le sud-ouest, jusqu'à la confluence de la rivière[2].

La rivière Patrick se déverse sur la rive nord de la rivière Croche. Cette confluence est située à :
- 28,0 km au nord-est du Réservoir Blanc ;
- 70,6 km au nord du centre-ville de La Tuque.

## Toponymie
Le terme Patrick constitue un prénom d'origine latine.
Le toponyme rivière Patrick a été officialisé le 4 juillet 1972 à la Commission de toponymie du Québec.